# Woodhouse Eaves
Woodhouse Eaves är en by i Leicestershire i England. Byn ligger 11 km 
från Leicester. Orten har 1 679 invånare (2001).